# ایستگاه قطار شهری پارک ملت
ایستگاه پارک ملت یازدهمین ایستگاه‌ خط ۱ قطار شهری مشهد است که در ابتدای بلوار وکیل آباد و در مجاورت پارک ملت و دانشگاه فردوسی قرار دارد. در نیمه اول سال ۱۳۹۶ این ایستگاه، سومین ایستگاه پرتردد قطار شهری مشهد بود. بر اساس مصوبه مردادماه ۱۳۹۷ شورای اسلامی شهر مشهد و با توجه به اهمیت و جایگاه علمی دانشگاه فردوسی مشهد به عنوان یکی از برترین و بزرگ‌ترین دانشگاه‌های کشور و قطب علمی شرق کشور، عنوان این ایستگاه به «پارک ملت - دانشگاه فردوسی مشهد» تغییر نام یافت.
ایستگاه پارک ملت - دانشگاه فردوسی مشهد در نزدیکی پایانه آزادی قرار دارد که مبدأ ۲۴ خط اتوبوس‌رانی مشهد و حومه است.
پارک ملت با مساحتی بالغ بر ۷۲۰ هزار مترمربع، امکانات متنوعی از جمله شهربازی، دریاچه مصنوعی، مسیرهای پیاده‌روی و فضای سبز گسترده را در خود جای داده است.
این ایستگاه از طریق زیرگذر، پارک ملت و دانشگاه فردوسی را به یکدیگر متصل می‌کند و می‌توان از آن به‌عنوان زیرگذر نیز استفاده کرد.
ساعات کاری این ایستگاه از ۶ صبح تا ۱۰ شب است و در روزهای جمعه از ساعت ۷ صبح فعالیت خود را آغاز می‌کند.